# ハナブサソウ
ハナブサソウ（花房草、Hanabusaya asiatica）は朝鮮半島に固有なキキョウ科の1種である。単型属ハナブサソウ属 Hanabusaya を構成する。ハナブサソウ属は朝鮮半島特産の6属のうちの1つである。

## 記載
1902年、小石川植物園の内山富次郎が朝鮮半島の金剛山で本種を採集した。1909年、中井猛之進がその標本をタイプとし、本種をシンフィアンドラ属の Symphyandra asiatica Nakai として記載した。これは集葯雄蕊 (synantherous stamen) を持つ形質を共有するためである。1911年、中井は本種をタイプに、新属ハナブサソウ属 Hanabusaya を設立した。これは基部の葉を持たないことや、萼裂片の間に付属体を持つというような形質により明確に識別されるためであった。
1918年、中井による金剛山の調査報告書が朝鮮総督府から『金剛山植物調査書』として出版され、その際寺内万次郎が描いた色彩画が掲載された。
属名 Hanabusaya は京城（現、ソウル）で日本公使を務めた花房義質への献名である。種形容語 asiatica は、ラテン語で「アジアの」を意味する形容詞（女性単数主格形） āsiātica（アーシアーティカ）である。

## 形態と生態

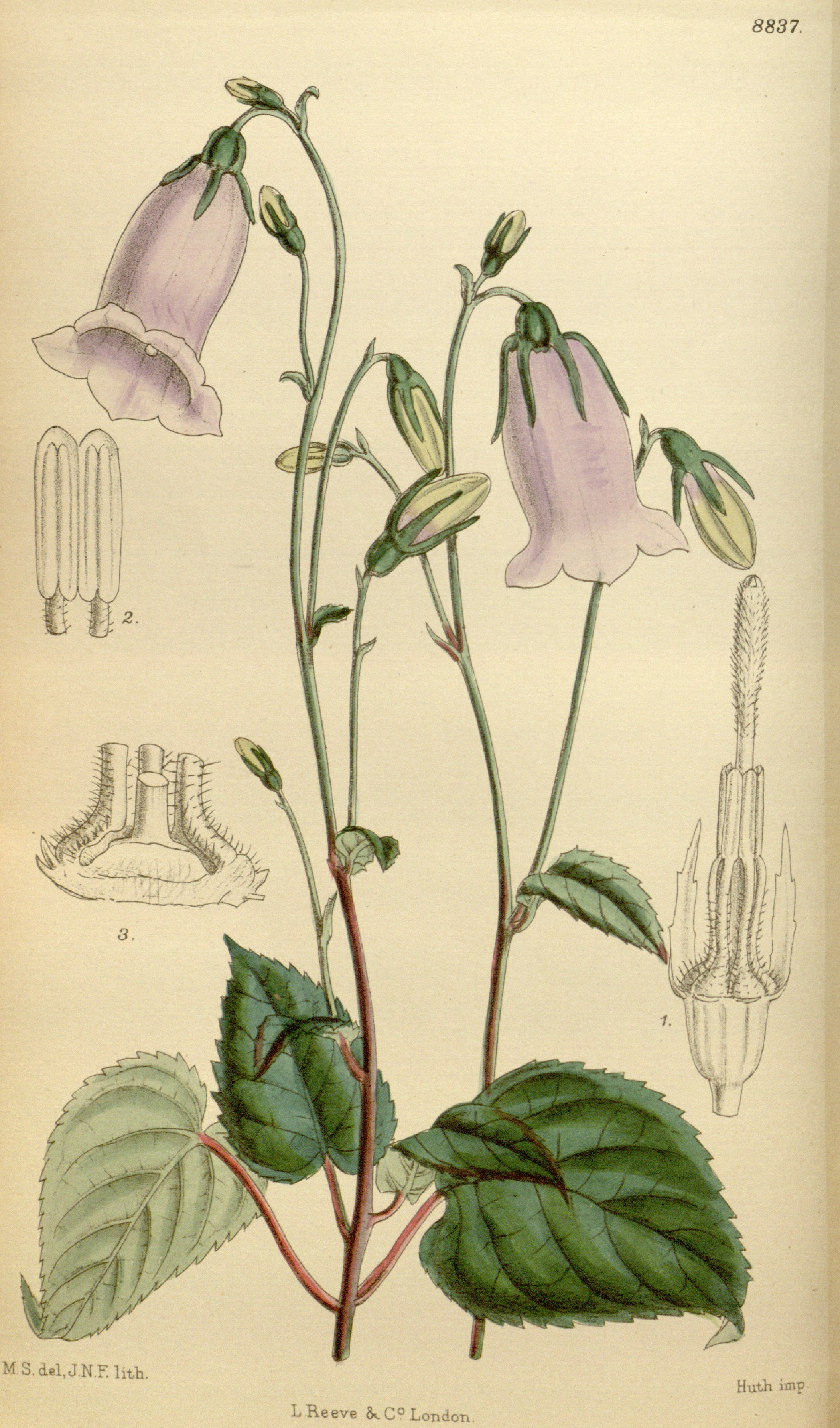
マチルダ・スミスによる植物画（1920年）

多年生の草本植物で、ハチにより送粉される虫媒花である。
茎は半中空で表面は平滑。総状花序を付ける茎は高さ 20–80 cm（センチメートル）。茎の頂端で葉が集まっている。茎の葉より下の部分が長く、15–40 cm。
葉の長さは葉柄を含め 6–19 cm。葉柄は5–6 cm。葉身は卵形か、広披針形または披針形。葉先は鋭尖形で、葉脚は鋭形か切形、ごく稀にやや心形を示すこともある。葉縁は不規則な粗い鋸歯を持つ。
花序は総状花序または単頂花序。苞は披針形で無柄、多かれ少なかれ細鋸歯がある。花柄には1–2枚の小苞を持つ。小苞は苞と似ているが、より小さい。萼裂片は5枚で、狭披針形または線形で、鋸歯を持つ。
花冠は淡紫色の鐘形花冠で、直径 2 cm、長さ 4–5 cm。先端は5裂しており、各裂片は短く尖る。雄蕊は5本で、花冠の1/2の長さ。花糸は線形で、葯は長さが等しく、輻合している。花柱は花弁の2/3の長さに達し、柱頭は3裂して反り返る。子房は下位で、3室。

## 分布と生育環境
朝鮮半島の東部から中部に分布し、朝鮮半島に固有である。 標高 580–1,396 m（メートル）の北向きの斜面に自生する。自生地の土壌は pH6.0前後の弱酸性を示す。
ホロタイプは北朝鮮の江原道の金剛山で発見された。なかでも新金剛や内霧在などで見られ、特に楡岾寺方面に多い。金剛山には固有植物であるフサシモツケ Pentactina rupicola が生え、本種とともに特筆すべきものであるとされている。
韓国では、江原特別自治道と慶尚北道の境界にある太白山のほか、国望峰、明智山、龍門山、有明山、白石山、大岩山、雪岳山、点鳳山、五台山でも確認されている。
自生地では、タガネソウ Carex siderosticta、オクモミジハグマ Ainsliaea acerifolia var. subapoda、ノガリヤス Calamagrostis arundinacea、ヘビノネゴザ Athyrium yokoscense、オオチダケサシ Astilbe rubra などと混生する。

## 系統関係
初め、Nakai (1909) によりシンフィアンドラ属 Symphyandra の一種として記載され、Lee (1969) により、ツリガネニンジン属 Adenophora との類似性が指摘された。しかし分子系統解析により、ツリガネニンジン属と姉妹群ではありながらもそれぞれ単系統群を保ち、独立した属として扱うことができることが明らかとなっている。
Kim et al. (1999) による、核DNAのITS領域を用いたキキョウ科内の系統関係は以下の通りである。

|  | カンムリシャジン属 Edraianthus                                                              |
|  |                                                                                             |
|  | \| \| シンフィアンドラ属 Symphyandra \| \| \| \| \| \| ホタルブクロ属 Campanula \| \| \| \| |
|  |                                                                                             |
|  | シンフィアンドラ属 Symphyandra                                                              |
|  |                                                                                             |
|  | ホタルブクロ属 Campanula                                                                    |
|  |                                                                                             |

|  | シンフィアンドラ属 Symphyandra |
|  |                                |
|  | ホタルブクロ属 Campanula       |
|  |                                |

|  | シデシャジン属 Asyneuma                                                                     |
|  |                                                                                             |
|  | \| \| ハナブサソウ属 Hanabusaya \| \| \| \| \| \| ツリガネニンジン属 Adenophora \| \| \| \| |
|  |                                                                                             |
|  | ハナブサソウ属 Hanabusaya                                                                   |
|  |                                                                                             |
|  | ツリガネニンジン属 Adenophora                                                               |
|  |                                                                                             |

|  | ハナブサソウ属 Hanabusaya     |
|  |                               |
|  | ツリガネニンジン属 Adenophora |
|  |                               |

|  | カンムリシャジン属 Edraianthus                                                              |
|  |                                                                                             |
|  | \| \| シンフィアンドラ属 Symphyandra \| \| \| \| \| \| ホタルブクロ属 Campanula \| \| \| \| |
|  |                                                                                             |
|  | シンフィアンドラ属 Symphyandra                                                              |
|  |                                                                                             |
|  | ホタルブクロ属 Campanula                                                                    |
|  |                                                                                             |

|  | シンフィアンドラ属 Symphyandra |
|  |                                |
|  | ホタルブクロ属 Campanula       |
|  |                                |

|  | シデシャジン属 Asyneuma                                                                     |
|  |                                                                                             |
|  | \| \| ハナブサソウ属 Hanabusaya \| \| \| \| \| \| ツリガネニンジン属 Adenophora \| \| \| \| |
|  |                                                                                             |
|  | ハナブサソウ属 Hanabusaya                                                                   |
|  |                                                                                             |
|  | ツリガネニンジン属 Adenophora                                                               |
|  |                                                                                             |

|  | ハナブサソウ属 Hanabusaya     |
|  |                               |
|  | ツリガネニンジン属 Adenophora |
|  |                               |

|  | カンムリシャジン属 Edraianthus                                                              |
|  |                                                                                             |
|  | \| \| シンフィアンドラ属 Symphyandra \| \| \| \| \| \| ホタルブクロ属 Campanula \| \| \| \| |
|  |                                                                                             |
|  | シンフィアンドラ属 Symphyandra                                                              |
|  |                                                                                             |
|  | ホタルブクロ属 Campanula                                                                    |
|  |                                                                                             |

|  | シンフィアンドラ属 Symphyandra |
|  |                                |
|  | ホタルブクロ属 Campanula       |
|  |                                |

|  | シデシャジン属 Asyneuma                                                                     |
|  |                                                                                             |
|  | \| \| ハナブサソウ属 Hanabusaya \| \| \| \| \| \| ツリガネニンジン属 Adenophora \| \| \| \| |
|  |                                                                                             |
|  | ハナブサソウ属 Hanabusaya                                                                   |
|  |                                                                                             |
|  | ツリガネニンジン属 Adenophora                                                               |
|  |                                                                                             |

|  | ハナブサソウ属 Hanabusaya     |
|  |                               |
|  | ツリガネニンジン属 Adenophora |
|  |                               |

|  | カンムリシャジン属 Edraianthus                                                              |
|  |                                                                                             |
|  | \| \| シンフィアンドラ属 Symphyandra \| \| \| \| \| \| ホタルブクロ属 Campanula \| \| \| \| |
|  |                                                                                             |
|  | シンフィアンドラ属 Symphyandra                                                              |
|  |                                                                                             |
|  | ホタルブクロ属 Campanula                                                                    |
|  |                                                                                             |

|  | シンフィアンドラ属 Symphyandra |
|  |                                |
|  | ホタルブクロ属 Campanula       |
|  |                                |

|  | シデシャジン属 Asyneuma                                                                     |
|  |                                                                                             |
|  | \| \| ハナブサソウ属 Hanabusaya \| \| \| \| \| \| ツリガネニンジン属 Adenophora \| \| \| \| |
|  |                                                                                             |
|  | ハナブサソウ属 Hanabusaya                                                                   |
|  |                                                                                             |
|  | ツリガネニンジン属 Adenophora                                                               |
|  |                                                                                             |

|  | ハナブサソウ属 Hanabusaya     |
|  |                               |
|  | ツリガネニンジン属 Adenophora |
|  |                               |

## 人間との関わり
1961年には北朝鮮でハナブサソウの切手が発行されている。翌年（1962年）には、韓国でも本種の切手が発行された。これらの図版は寺内のものを写したものである。
韓国政府により、絶滅危惧種に指定されている。